# Миодраг Петровић Чкаља
Миодраг Петровић (Крушевац, 1. април 1924 — Београд, 20. октобар 2003), познат као Чкаља, био је српски и југословенски глумац. Један је од најистакнутијих комичара на територији бивше Југославије.

## Биографија
Био је четврто дете Чедомира и Христине Тине Петровић. Породица Петровић живела је у Балшићевој улици у Крушевцу. У родном граду завршио је гимназију, где је и почео да се бави глумом – у драмској секцији.
За време Другог светског рата налазио се у Културно-просветној екипи 47. дивизије НОВЈ – војној јединици формираној 1. октобра 1944. године. Након рата и демобилизације уписује студије ветеринарске медицине Универзитета у Београду. Наставља да се бави глумом у КУД „Иво Лола Рибар”.
Године 1946, постаје члан Драмског студија Радио Београда, где и почиње његова популарност учествовањем у емисији „Весело вече”. Од 1951. до 1977. године био је члан Хумористичког позоришта у Београду. Глуми и у првој серији Телевизије Београд – „Сервисна станица”, од 1959. године. У тој серији се прославио тумачећи лик кувара Јордана. У позоришту, између осталог, игра у представи „Бог је умро узалуд” (снимљен и филм) и антологијској комедији Драгутина Добричанина „Заједнички стан” (касније је снимљена и ТВ верзија).
Од 1976. године имао је статус слободног уметника.
Остварио је велики број улога на филму и у ТВ серијама. Најбоље улоге остварио је у серијама „Сервисна станица” (1959), „Љубав на сеоски начин” (1970), „Камионџије” (1972), „Врућ ветар” (1980) и „Камионџије 2” (1983), као и у филмовима „Орлови рано лете” (1966), „Бог је умро узалуд” (1969), „Паја и Јаре” (1973), „Авантуре Боривоја Шурдиловића” (1980) и „Камионџије опет возе” (1984).
Имао је успешну сарадњу са колегом Мијом Алексићем.
Добитник је више награда: 1974. је добио Стеријину награду, 1977. Миодраг Петровић Чкаља и Даница Аћимац награђени су као Глумачки пар године, 1977. Седмојулску награду, 1991. Нушићеву награду за животно дело, 1995. РТС-ову награду за животно дело, „Златног ћурана“ за животно дело на данима комедије у Јагодини.
Оженио се 1948. Драгицом која је радила као спикер на радију. Од 1955. су живели у улици браће Грим 18 у Београду. Њихов син Чедомир Петровић је глумац и редитељ, а унука такође глумица Јована Петровић.
Последње године живота провео је тихо, повукавши се из јавног живота. Јавно се ангажовао 2000. године у предизборној кампањи ДОС-а.
Умро је 20. октобра 2003. године у Београду у 80. години живота. Кремиран је и његова урна положена је на Новом гробљу у Београду (розаријум III, касета 104a).
Њему у част постављена је спомен-табла 9. фебруара 2018. у Београду.

## Филмографија
|                   | 1950 ▼ | 1960 ▼ | 1970 ▼ | 1980 ▼ | 1990 ▼ | 2000 ▼ | Укупно |
| ----------------- | ------ | ------ | ------ | ------ | ------ | ------ | ------ |
| Дугометражни филм | 3      | 13     | 4      | 2      | 0      | 0      | 22     |
| ТВ филм           | 2      | 15     | 8      | 4      | 1      | 0      | 30     |
| ТВ серија         | 0      | 15     | 8      | 8      | 0      | 0      | 31     |
| ТВ мини серија    | 0      | 0      | 1      | 1      | 2      | 0      | 4      |
| ТВ кратки филм    | 0      | 0      | 2      | 0      | 0      | 1      | 3      |
| Кратки филм       | 0      | 1      | 0      | 0      | 0      | 0      | 1      |
| Видео             | 0      | 0      | 0      | 2      | 1      | 0      | 3      |
| Укупно            | 5      | 44     | 23     | 17     | 4      | 1      | 94     |

| Год.       | Назив                                 | Улога |
| ---------- | ------------------------------------- | --- |
| 1950.-те ▲ |                                       | |
| 1950.      | Језеро                                | |
| 1950.      | Црвени цвет                           | Профа |
| 1958.      | Четири километра на сат               | Професор психологије |
| 1959.      | Туђе дете (ТВ)                        | |
| 1959.      | Маскарада                             | |
| 1960.-те ▲ |                                       | |
| 1960.      | Дилижанса снова                       | Кир Јања |
| 1960.      | Љубав и мода                          | Комерцијални директор |
| 1960.      | Аутобиографија (ТВ)                   | Бранислав Нушић |
| 1960.      | Сервисна станица (серија)             | Јордан |
| 1960.      | Заједнички стан                       | Пепи |
| 1961.      | Нема малих богова                     | Јордан |
| 1961.      | Серафимов клуб (серија)               | |
| 1961.      | Срећа у торби                         | Јордан |
| 1962.      | Три приче о Џефу Питерсу (ТВ)         | Џеф Питерс |
| 1962.      | Јунаци дана (ТВ)                      | Поштар Лака |
| 1963.      | Капетан Смело срце                    | |
| 1963.      | Детелина са три листа (серија)        | |
| 1962-1963. | Музеј воштаних фигура (ТВ серија)     | Чувар Мита |
| 1963.      | Промаја (серија)                      | Главни мајстор |
| 1963-1964. | На слово, на слово (ТВ серија)        | Чкаља |
| 1964.      | На место, грађанине Покорни!          | Бора Муња |
| 1964.      | Инсталатер Стукс                      | |
| 1964.      | Пут око света                         | Јованче Мицић |
| 1964.      | Атекс                                 | |
| 1964.      | Народни посланик                      | Срета Нумера |
| 1965.      | Поподне једног Фауна                  | |
| 1965.      | Лицем у наличје (серија)              | Благоје |
| 1965.      | Леђа Ивана Грозног (ТВ)               | Иван Грозни |
| 1966.      | Лола Ђукић и Новак Новак              | |
| 1966.      | Орлови рано лете                      | Пољар Лијан |
| 1966.      | Сервисна станица (ТВ)                 | Јордан |
| 1966.      | Црни снег (серија)                    | Лимар Цакан |
| 1966.      | Људи и папагаји (серија)              | Тоза „Сто посто” |
| 1967.      | Љубав до гроба, последња              | |
| 1967.      | Лопови, таленти и обожаваоци          | |
| 1967.      | Златна праћка                         | Сибин |
| 1967.      | Забавља вас Мија Алексић (серија)     | |
| 1967.      | Летови који се памте (серија)         | Жика, сеоски фотограф |
| 1967.      | Круг двојком (серија)                 | Кондуктер Дача |
| 1967.      | Дежурна улица (серија)                | Слава |
| 1968.      | Кад голубови полете                   | Жика Африка |
| 1968.      | Вишња на Ташмајдану                   | Професор француског језика |
| 1968.      | Бећарска ревија                       | |
| 1968.      | Весели повратак                       | |
| 1968.      | Спавајте мирно (серија)               | Срећко Напаст |
| 1968.      | Сачулатац (серија)                    | Невен Смартић |
| 1969.      | Покојник (ТВ)                         | Анта Милосављевић |
| 1969.      | Бог је умро узалуд                    | Предраг; Ненад |
| 1969.      | Силом отац                            | Јованце Мицић |
| 1969.      | Весело вече - 20 година               | |
| 1970.-те ▲ |                                       | |
| 1970.      | Чкаља                                 | |
| 1970.      | Милораде, кам бек (ТВ)                | Стриц Гвозден |
| 1970.      | Енглески онакав какав се говори (ТВ)  | Езен |
| 1970.      | Поезија Огдена Неша (ТВ)              | |
| 1970.      | Ђидо (ТВ)                             | Максим |
| 1970.      | Лепа парада                           | Кројач |
| 1970.      | Бициклисти                            | Јири |
| 1970.      | Љубав на сеоски начин (серија)        | Гвозден Јовановић |
| 1970.      | Прва љубав                            | |
| 1971.      | ТВ телефонирање                       | |
| 1971.      | Све од себе (серија)                  | |
| 1971.      | Операција 30 слова (серија)           | |
| 1972.      | Смех са сцене: Савремено позориште    | |
| 1972.      | Концерт за комшије (ТВ)               | |
| 1973.      | Љубавни случај сестре једног министра | |
| 1973.      | Камионџије (серија)                   | Живадин Јарић Јаре |
| 1973.      | Два капитена (серија)                 | Капитен ТВ гледалаца |
| 1973.      | Паја и Јаре                           | Живадин Јарић Јаре |
| 1972-1973. | Образ уз образ (серија)               | Чкаља |
| 1974.      | Власт (ТВ)                            | Милоје |
| 1975.      | Момчине                               | Сретен Сретеновић |
| 1976.      | Част ми је позвати вас                | Чкаља |
| 1977.      | Случај шампиона (ТВ)                  | Бокан |
| 1978.      | Седам плус седам (серија)             | Чкаља |
| 1979.      | Полетарац (серија)                    | |
| 1979.      | Доброчинитељи (серија)                | Драгиша |
| 1980.-те ▲ |                                       | |
| 1980.      | Авантуре Боривоја Шурдиловића         | Благоје Поповић Фирга |
| 1980.      | Врућ ветар (серија)                   | Благоје Поповић Фирга |
| 1980.      | Само за двоје (ТВ)                    | Милорад Петровић |
| 1981.      | Сијамци (серија)                      | Директор основне сколе |
| 1981.      | Историја брачног лома у три тома (ТВ) | Чкаља |
| 1983.      | Имењаци (ТВ серија)                   | |
| 1984.      | Камионџије опет возе (серија)         | Живадин Јарић Јаре |
| 1984.      | Др (ТВ)                               | Благоје |
| 1984.      | Камионџије поново возе                | Живадин Јарић |
| 1984.      | Супермаркет (серија)                  | |
| 1984.      | Формула 1 (серија)                    | |
| 1986.      | Неозбиљни Бранислав Нушић (ТВ)        | Бранислав Нушић |
| 1987.      | Бољи живот (серија)                   | Љубиша Бранковић |
| 1989.      | Чкаља са вама                         | |
| 1989.      | Чкаља, снага кладе ваља               | |
| 1990.-те ▲ |                                       | |
| 1993.      | Руски цар (ТВ)                        | Милутин Николић |
| 1996.      | То се само свици играју (мини-серија) | Сиромах/Глумац Ристић/Старац/Милан из будућности/Савестан човек /Човек који има телевизор/Клошар/Лудак/Мајстор за ролетне/Скретничар |
| 1997.      | Чкаља Но. 1                           | |
| 1999.      | Хало, овде Чкаља (серија)             | |
| 2000.-те ▲ |                                       | |
| 2000.      | Мили и слатки, мој Ђокице (ТВ)        | Ђорђе |

## Занимљивост
- Надимак Чкаља добио је као дете. Надимак му је дао школски друг Јефтић, јер је као дете био „сувоњав и штркљаст”.
- Најбољи пријатељи међу глумцима су му били Драгутин Добричанин и Никола Милић.[5]
- У Крушевцу, у Балшићевој улици, пред Чкаљином кућом, 2005. године подигнут му је споменик. Некадашња улица Милинка Кушића, на Звездари у Београду, од новембра 2006. године добила је име по Чкаљи.
- По њему је названа Награда Миодраг Петровић Чкаља

## Награде и признања
- Златни ћуран за животно дело глумцу комичару - највеће признање позоришног фестивала „Дани комедије” у Јагодини.[10], 2001. године
- Нушићева награда за животно дело глумцу комичару, 1991. године
- Стеријина награда, за најбоље глумачко остварење, за улогу у представи Случај шампиона, 1975. године
- Велика повеља - специјално признање за посебне заслуге у развоју филмске комедије на Филмским сусретима у Нишу 1970 године